# 飯塚市飯塚野球場
飯塚市飯塚野球場（いいづかしいいづかやきゅうじょう）は、福岡県飯塚市にあった野球場である。1934年に開場し、筑豊地区の中心の野球場として稼働していた。2000年に旧庄内町(現飯塚市)に完成した県営筑豊緑地野球場が新しく開場してからは徐々にその役割を譲り、2015年3月限りで閉場。スタンド等は撤去され、更地となった跡地は2020年から住宅地に転用された。合併前の旧称は飯塚市営球場。巨人軍が沖縄県を含む九州・山口地方で公式戦初勝利をした場所でもある。

## 概要
- 左翼：89m 中堅:118m 右翼:91m
- 収容人員：約3,000人
- 照明:4基

## プロ野球公式戦開催実績

### 1リーグ時代
- 1948年4月22日 阪急ブレーブス5-8読売ジャイアンツ　観衆：4,500人 勝:八島米雄 敗:今西錬太郎 本:塚本博睦(B),青田昇(G) 盗:上田藤夫(B),平山菊二(G)

### セントラル・リーグ
- 1950年4月22日 西日本パイレーツ3x-2広島カープ 勝:緒方俊明 敗:長谷川良平 本:平井正明(P),樋笠一夫(C) [3]

### パシフィック・リーグ
- 1950年3月30日 西鉄クリッパース3-10南海ホークス 観衆:2,500人 勝:中原宏 敗:大崎憲司 本:深見安博(C),木塚忠助,堀井数男,村上一治,簑原宏(H) 盗:蔭山和夫(C)[4]
- 1950年4月27日 西鉄クリッパース5-1近鉄パールス 観衆:3,000人 勝:武末悉昌 敗関根潤三 本::楠協郎×2 盗:上野義秋(C),田川豊(P)[4]

### オープン戦
- 1948年12月22日 大阪タイガース8-4南海ホークス
- 1949年3月3日 阪急ブレーブス0-1大映スターズ
- 1949年12月10日 東急フライヤーズ1-2大映スターズ
- 1965年3月30日 近鉄バファローズ4-3阪神タイガース 観衆：5,000 勝：徳久利明 敗：石川緑 本：土井正博(Bu),藤井栄治(T) 盗：吉田義男,並木輝男,朝井茂治(T)
- 1976年3月14日 ヤクルトスワローズ0-12太平洋クラブライオンズ 観衆:6,000人 勝:浜浦徹 敗安田猛 本:広瀬宰×2(L)

## 所在地
- 福岡県飯塚市大字立岩字堀田1793

## 交通
- 福北ゆたか線 浦田駅下車徒歩約8分